# سيتار

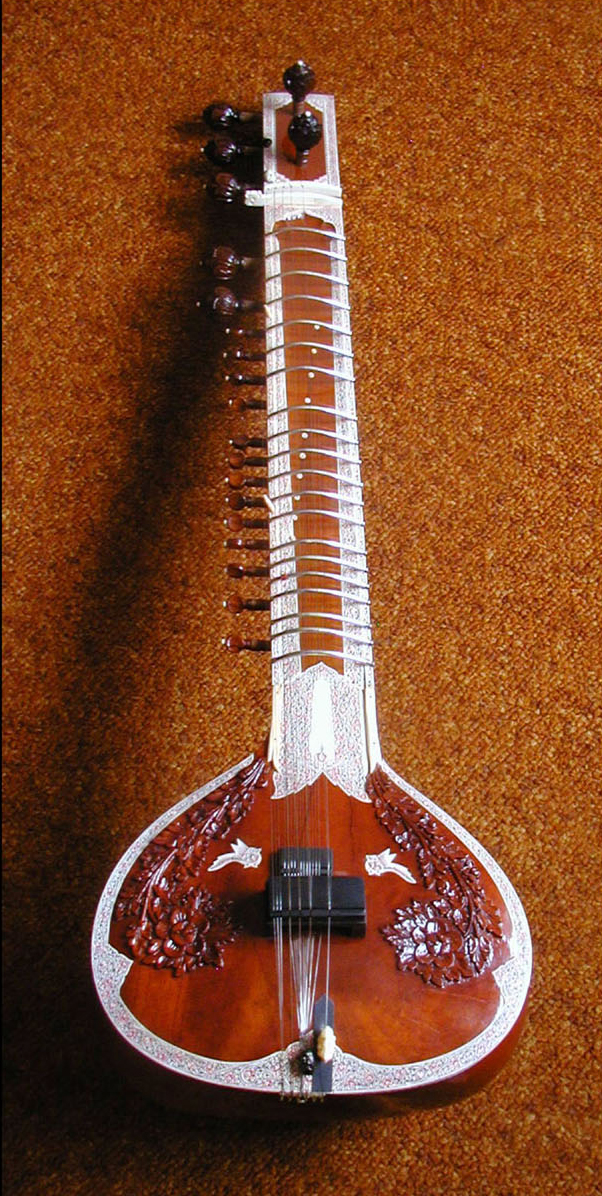
السِّيتار.

السِّيتار هي آلة موسيقية هندية شبيهة بالعود، يرقى تاريخها إلى القرون الوسطى.
ويستخدم السِّيتار في الموسيقى الهندوستانية ومجمل الموسيقى الكلاسيكية الهندية. تعود هذه الآلة باصولها إلى آلة الفينا القديمة وتم تعديلها خلال فترة حكم المغول للهند بحيث تصبح أقرب إلى الآلة الفارسية سه تار. وتعني لفظة سه تار بالفارسية الأوتار الثلاثة. [بحاجة لمصدر]
لا يقتصر استخدام هذه الآلة، بالطبع، على الموسيقى الهندية. بل تم توظيفها في موسيقى الروك الغربي وموسيقى الراي الجزائرية.  